# Gruppo cosmonauti TsPK 2
Il Gruppo cosmonauti  TsPK 2 è il secondo gruppo di cosmonauti selezionati l'8 gennaio 1963 dal GCTC.

## Storia
I sedici cosmonauti selezionati erano composti da otto aviatori, sette ingegneri e un navigatore militare. L'addestramento di base si è svolto tra gennaio 1963 (gennaio 1964 per Beregovoj) e gennaio 1965 (senza Bujnovskij e Kugno che si sono ritirati prima di completare l'addestramento). Kolodin era stato assegnato a cinque diverse missioni ma non ha mai volato mentre Dobrovol'skij era un membro dell'equipaggio della Sojuz 11, deceduto a causa della depressurizzazione della navicella durante il rientro in atmosfera.

## Cosmonauti
- Jurij Artjuchin[1]

Sojuz 14
- Georgij Beregovoj[2]

Sojuz 3
- Eduard Bujnovskij[3]
- Lev Dëmin[4]

Sojuz 15
- Georgij Dobrovol'skij[5]

Sojuz 11
- Anatolij Filipčenko[6]

Sojuz 7
Sojuz 16
- Aleksej Gubarev[7]

Sojuz 17
Sojuz 28
- Vladislav Guljaev[8]
- Pëtr Kolodin[9]
- Ėduard Kugno[10]
- Anatolij Kuklin[11]
- Aleksandr Matinčenko[12]
- Vladimir Šatalov[13]

Sojuz 4
Sojuz 8
Sojuz 10
- Lev Vorob'ëv[14]
- Anatolij Voronov[15]
- Vitalij Žolobov[16]

Sojuz 21